# آنا جروس
آنا جروس (بالسلوفينية: Ana Gros) مواليد 21 يناير 1991 في فيلينيه، هي لاعبة كرة يد سلوفينية تلعب كظهير أيمن. مثلت منتخب سلوفينيا لكرة اليد للسيدات. وصلت إلى نهائي دوري أبطال أوروبا لكرة اليد للسيدات في 2012.

## روابط خارجية
- آنا جروس على موقع الاتحاد الدولي لكرة اليد (الإنجليزية)
- آنا جروس على موقع الاتحاد الأوروبي لكرة اليد (الإنجليزية)
- آنا جروس على موقع اللجنة الأولمبية الدولية (الإنجليزية)